# Temporada 1973-74 de los Milwaukee Bucks
La temporada 1973-74 fue la sexta de los Milwaukee Bucks en la NBA. La temporada regular acabó con 59 victorias y 23 derrotas, ocupando el primer puesto de la Conferencia Oeste, clasificándose para los playoffs, en los que alcanzaron las Finales en las que cayeron en el séptimo y definitivo partido ante los Boston Celtics.

## Elecciones en elDraft
| Ronda | Puesto | Jugador    | Posición | Nacionalidad | Universidad |
| ----- | ------ | ---------- | -------- | ------------ | ----------- |
| 1     | 16     | Swen Nater | Pívot    | Países Bajos | UCLA        |

## Temporada regular
| División Medio Oeste    | División Medio Oeste | División Medio Oeste | División Medio Oeste | División Medio Oeste | División Medio Oeste | División Medio Oeste | División Medio Oeste | División Medio Oeste |
| Equipo                  | G                    | P                    | %                    | PD                   | Casa                 | Fuera                | Neutral              | Div                  |
| ----------------------- | -------------------- | -------------------- | -------------------- | -------------------- | -------------------- | -------------------- | -------------------- | -------------------- |
| y-Milwaukee Bucks       | 59                   | 23                   | .720                 | –                    | 31–7                 | 24–16                | 4–0                  | 14–6                 |
| x-Chicago Bulls         | 54                   | 28                   | .659                 | 5                    | 32–9                 | 21–19                | 1–0                  | 13–7                 |
| x-Detroit Pistons       | 52                   | 30                   | .634                 | 7                    | 29–12                | 23–17                | 0–1                  | 9–11                 |
| Kansas City–Omaha Kings | 33                   | 49                   | .402                 | 26                   | 20–21                | 13–28                | –                    | 4–16                 |

## Playoffs

### Semifinales de Conferencia
Los Angeles Lakers vs. Milwaukee Bucks 
| Fecha       | Partido                                    | Ciudad      |
| ----------- | ------------------------------------------ | ----------- |
| 29 de marzo | Milwaukee Bucks 99, Los Angeles Lakers 95  | Milwaukee   |
| 31 de marzo | Milwaukee Bucks 109, Los Angeles Lakers 90 | Milwaukee   |
| 2 de abril  | Los Angeles Lakers 98, Milwaukee Bucks 96  | Los Ángeles |
| 4 de abril  | Los Angeles Lakers 90, Milwaukee Bucks 112 | Los Ángeles |
| 7 de abril  | Milwaukee Bucks 114, Los Angeles Lakers 92 | Milwaukee   |
|             | Milwaukee Bucks gana las series 4-1        |             |

### Finales de Conferencia
Chicago Bulls vs. Milwaukee Bucks 
| Fecha       | Partido                                | Ciudad    |
| ----------- | -------------------------------------- | --------- |
| 16 de abril | Milwaukee Bucks 101, Chicago Bulls 85  | Milwaukee |
| 18 de abril | Chicago Bulls 111, Milwaukee Bucks 113 | Chicago   |
| 20 de abril | Milwaukee Bucks 113, Chicago Bulls 90  | Milwaukee |
| 22 de abril | Chicago Bulls 99, Milwaukee Bucks 115  | Chicago   |
|             | Milwaukee Bucks gana las series 4-0    |           |

### Finales de la NBA
Milwaukee Bucks vs. Boston Celtics
| Fecha       | Partido                                 | Ciudad    |
| ----------- | --------------------------------------- | --------- |
| 28 de abril | Milwaukee Bucks 83, Boston Celtics 98   | Milwaukee |
| 30 de abril | Milwaukee Bucks 105, Boston Celtics 96  | Milwaukee |
| 3 de mayo   | Boston Celtics 95, Milwaukee Bucks 83   | Boston    |
| 5 de mayo   | Boston Celtics 89, Milwaukee Bucks 97   | Boston    |
| 7 de mayo   | Milwaukee Bucks 87, Boston Celtics 96   | Milwaukee |
| 10 de mayo  | Boston Celtics 101, Milwaukee Bucks 102 | Boston    |
| 12 de mayo  | Milwaukee Bucks 87, Boston Celtics 102  | Milwaukee |
|             | Boston gana las finales 4-3             |           |

## Estadísticas
| Rk | Jugador             | Edad | P  | PT | MP   | TC   | TCI  | %TC  | TL  | TLI | %TL  | RO  | RD   | RT   | AS  | RB  | TAP | BP | FP  | PTS  |
| -- | ------------------- | ---- | -- | -- | ---- | ---- | ---- | ---- | --- | --- | ---- | --- | ---- | ---- | --- | --- | --- | -- | --- | ---- |
| 1  | Kareem Abdul-Jabbar | 26   | 81 |    | 43.8 | 11.7 | 21.7 | .539 | 3.6 | 5.2 | .702 | 3.5 | 11.0 | 14.5 | 4.8 | 1.4 | 3.5 |    | 2.9 | 27.0 |
| 2  | Bob Dandridge       | 26   | 71 |    | 35.5 | 8.2  | 16.3 | .503 | 2.5 | 3.0 | .818 | 1.6 | 5.1  | 6.7  | 2.8 | 1.6 | 0.6 |    | 3.8 | 18.9 |
| 3  | Oscar Robertson     | 35   | 70 |    | 35.4 | 4.8  | 11.0 | .438 | 3.0 | 3.6 | .835 | 1.0 | 3.0  | 4.0  | 6.4 | 1.1 | 0.1 |    | 1.9 | 12.7 |
| 4  | Lucius Allen        | 26   | 72 |    | 33.2 | 7.3  | 14.8 | .495 | 3.0 | 3.8 | .788 | 1.2 | 2.8  | 4.0  | 5.2 | 1.9 | 0.3 |    | 3.0 | 17.6 |
| 5  | Curtis Perry        | 25   | 81 |    | 29.5 | 4.0  | 9.0  | .446 | 1.0 | 1.7 | .582 | 3.0 | 5.7  | 8.7  | 2.3 | 1.3 | 1.2 |    | 3.7 | 9.0  |
| 6  | Jon McGlocklin      | 30   | 79 |    | 24.2 | 4.2  | 8.8  | .475 | 0.9 | 1.0 | .900 | 0.4 | 1.3  | 1.8  | 3.1 | 0.5 | 0.1 |    | 1.6 | 9.2  |
| 7  | Cornell Warner      | 25   | 67 |    | 20.2 | 2.6  | 5.0  | .512 | 1.2 | 1.6 | .736 | 1.5 | 4.2  | 5.7  | 1.0 | 0.4 | 0.6 |    | 2.9 | 6.3  |
| 8  | Ron Williams        | 29   | 71 |    | 15.9 | 2.7  | 5.5  | .489 | 0.8 | 1.0 | .882 | 0.3 | 0.7  | 1.0  | 2.2 | 0.7 | 0.0 |    | 1.6 | 6.3  |
| 9  | Mickey Davis        | 23   | 73 |    | 13.9 | 2.3  | 4.6  | .504 | 1.3 | 1.5 | .830 | 1.1 | 2.0  | 3.1  | 1.2 | 0.4 | 0.1 |    | 1.3 | 5.9  |
| 10 | Terry Driscoll      | 26   | 64 |    | 10.9 | 1.4  | 2.9  | .471 | 0.5 | 0.7 | .652 | 1.1 | 2.0  | 3.1  | 0.8 | 0.3 | 0.3 |    | 1.9 | 3.2  |
| 11 | Dick Garrett        | 27   | 15 |    | 5.8  | 0.7  | 2.3  | .314 | 0.3 | 0.4 | .833 | 0.3 | 0.6  | 0.9  | 0.6 | 0.2 | 0.0 |    | 1.0 | 1.8  |
| 12 | Dick Cunningham     | 27   | 8  |    | 5.6  | 0.4  | 0.8  | .500 | 0.0 | 0.9 | .000 | 0.1 | 1.9  | 2.0  | 0.0 | 0.3 | 0.3 |    | 0.6 | 0.8  |
| 13 | Russ Lee            | 24   | 36 |    | 4.6  | 1.1  | 2.6  | .404 | 0.3 | 0.4 | .688 | 0.4 | 0.7  | 1.1  | 0.6 | 0.3 | 0.0 |    | 0.8 | 2.4  |
| 14 | Chuck Terry         | 23   | 7  |    | 4.6  | 0.6  | 1.7  | .333 | 0.0 | 0.0 |      | 0.1 | 0.3  | 0.4  | 0.6 | 0.3 | 0.0 |    | 0.6 | 1.1  |

## Galardones y récords
| Jugador             | Galardón                                                                           |
| Kareem Abdul-Jabbar | MVP de la NBA Mejor quinteto de la NBA Mejor quinteto defensivo de la NBA All-Star |